# Reyer Venezia Mestre 2023-2024
Questa voce raccoglie le informazioni riguardanti la Reyer Venezia Mestre nelle competizioni ufficiali della stagione 2023-2024.

## Stagione
La stagione 2023-2024 della Reyer Venezia Mestre sponsorizzata Umana, è la 54ª nel massimo campionato italiano di pallacanestro, la Serie A.

## Roster
Aggiornato al 15 gennaio 2024.
| Umana Reyer Venezia 2023-24 | Umana Reyer Venezia 2023-24 |
| Giocatori                   | Staff tecnico               |
| --------------------------- | --------------------------- |

| N. | Naz.                                        | Ruolo | Nome                     | Anno | Alt.   | Peso   |  |
| -- | ------------------------------------------- | ----- | ------------------------ | ---- | ------ | ------ |  |
| 0  | Italia (bandiera)                           | P     | Marco Spissu             | 1995 | 185 cm | 81 kg  |  |
| 00 | Italia (bandiera)                           | C     | Amedeo Tessitori         | 1994 | 207 cm | 107 kg |  |
| 3  | Stati Uniti (bandiera) · Austria (bandiera) | P     | Max Heidegger            | 1997 | 191 cm | 82 kg  |  |
| 7  | Italia (bandiera)                           | G     | Davide Casarin           | 2003 | 197 cm | 86 kg  |  |
| 10 | Italia (bandiera)                           | P     | Andrea De Nicolao (C)    | 1991 | 185 cm | 75 kg  |  |
| 11 | Stati Uniti (bandiera)                      | AP    | Alex O'Connell           | 1999 | 198 cm | 86 kg  |  |
| 14 | Georgia (bandiera)                          | AG    | Giga Janelidze (F)       | 1995 | 201 cm | 100 kg |  |
| 21 | Canada (bandiera)                           | C     | Mfiondu Kabengele        | 1997 | 208 cm | 113 kg |  |
| 22 | Stati Uniti (bandiera)                      | A     | Jordan Parks             | 1994 | 201 cm | 92 kg  |  |
| 23 | Stati Uniti (bandiera) · Italia (bandiera)  | AG    | Jeff Brooks              | 1989 | 203 cm | 94 kg  |  |
| 25 | Stati Uniti (bandiera)                      | AG    | Aamir Simms              | 1999 | 203 cm | 111 kg |  |
| 33 | Stati Uniti (bandiera) · Canada (bandiera)  | AC    | Kyle Wiltjer             | 1992 | 208 cm | 110 kg |  |
| 40 | Italia (bandiera)                           | G     | Pietro Iannuzzi          | 2006 | 194 cm |        |  |
| 45 | Italia (bandiera)                           | C     | Lorenzo Vanin            | 2004 | 210 cm |        |  |
| 50 | Brasile (bandiera)                          | C     | Bruno Caboclo (IN)       | 1995 | 206 cm | 99 kg  |  |
| 55 | Stati Uniti (bandiera)                      | P     | Barry Brown              | 1996 | 193 cm | 88 kg  |  |
| 59 | Stati Uniti (bandiera)                      | G     | Rayjon Tucker            | 1997 | 194 cm | 95 kg  |  |
| -  | Italia (bandiera)                           | GA    | Riccardo Moraschini (IN) | 1991 | 194 cm | 99 kg  |  |
| -  | Italia (bandiera)                           | P     | Francesco Barbero        | 2005 | 178 cm |        |  |

| Allenatore |
| - Neven Spahija |
| Assistente/i |
| - Alberto Billio - Emanuele Molin - Reziero Napolitano - Veljko Perović Legenda - (C) Capitano - (IN) Inattivo - Infortunato Roster |

## Mercato

### Sessione estiva
| Acquisti | Acquisti       | Acquisti         | Acquisti      | Acquisti |
| R.       | Nome           | da               | Modalità      |          |
| -------- | -------------- | ---------------- | ------------- | -------- |
| P        | Barry Brown    | Metropolitans 92 | svincolato    |          |
| G        | Davide Casarin | Scaligera Verona | fine prestito |          |
| G        | Rayjon Tucker  | Melbourne United | svincolato    |          |
| A        | Alex O'Connell | Stockton Kings   | svincolato    |          |
| AG       | Giga Janelidze | Mantova          | svincolato    |          |
| AG       | Aamir Simms    | Paris            | svincolato    |          |
| AG       | Kyle Wiltjer   | Zhejiang Lions   | svincolato    |          |
| C        | Bruno Caboclo  | Ulma             | svincolato    |          |

| Cessioni | Cessioni       | Cessioni       | Cessioni       | Cessioni |
| R.       | Nome           | a              | Modalità       |          |
| -------- | -------------- | -------------- | -------------- | -------- |
| P        | Jayson Granger | Peñarol        | fine contratto |          |
| G        | Adam Mokoka    | U Cluj         | fine contratto |          |
| AP       | Michael Bramos |                | ritirato       |          |
| AG       | Matteo Chillo  | Pall. Reggiana | risoluzione    |          |
| AG       | Derek Willis   | Anadolu Efes   | fine contratto |          |
| C        | Mitchell Watt  | Shaanxi Wolves | rescissione    |          |

### Dopo l'inizio della stagione
| Acquisti | Acquisti          | Acquisti         | Acquisti         | Acquisti   |
| R.       | Nome              | da               | Data             | Modalità   |
| -------- | ----------------- | ---------------- | ---------------- | ---------- |
| C        | Mfiondu Kabengele | AEK Atene        | 26 dicembre 2023 | svincolato |
| P        | Max Heidegger     | Windy City Bulls | 8 gennaio 2024   | svincolato |

| Cessioni | Cessioni            | Cessioni           | Cessioni         | Cessioni    |
| R.       | Nome                | a                  | Data             | Modalità    |
| -------- | ------------------- | ------------------ | ---------------- | ----------- |
| C        | Bruno Caboclo       | Partizan           | 7 novembre 2023  | rescissione |
| GA       | Riccardo Moraschini | Pall. Cantù        | 11 novembre 2023 | rescissione |
| P        | Barry Brown         | Guangzhou L. Lions | 26 gennaio 2024  | rescissione |